# Lusotropikalismus

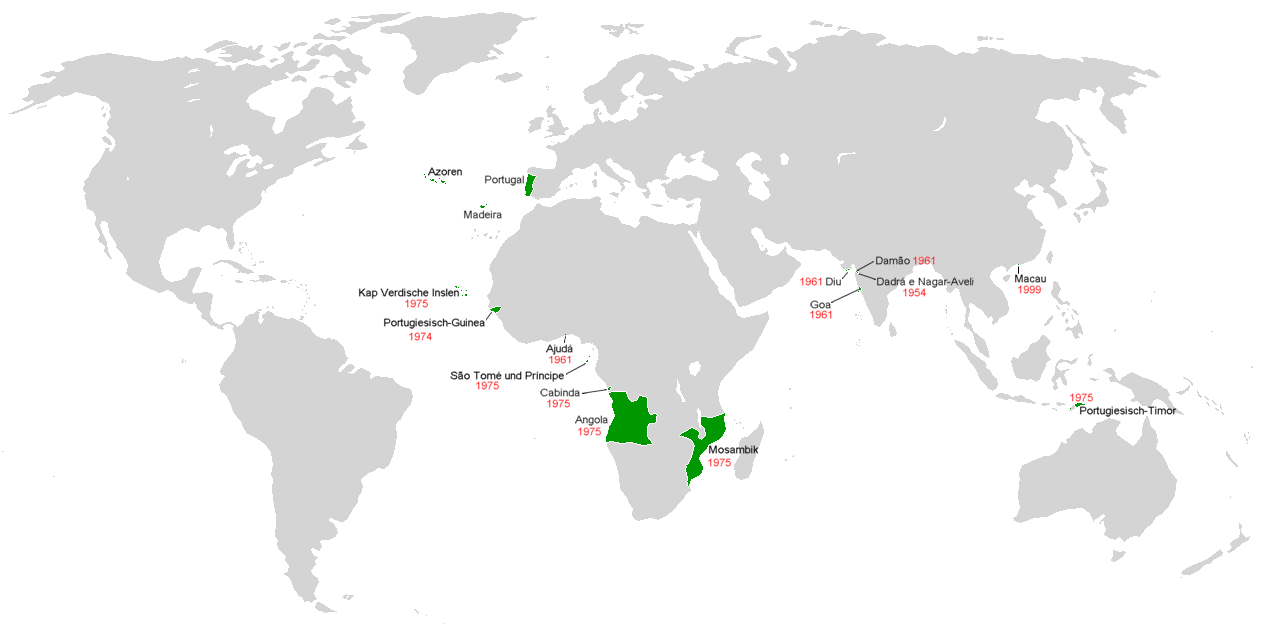
Portugals Überseeprovinzen im 20. Jahrhundert mit dem Jahr des Verlustes

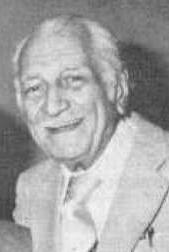
Vordenker Gilberto Freyre

Der Begriff Lusotropikalismus (port. lusotropicalismo) ist eine Zusammensetzung aus Lusitanien und trópico, der portugiesischen Bezeichnung für tropisch. Diese Ideologie propagierte eine historische und moralische Überlegenheit der portugiesischen Kolonisation im Vergleich zu den anderen europäischen Kolonialmächten.
Obwohl die Geschichte der portugiesischen Kolonien bis ins 16. Jahrhundert zurückreicht, wurden erst in den 1940er und 1950er Jahren unter Salazars Diktatur des Estado Novo koloniale Institutionen und ein staatliches Bildungssystem errichtet. Dabei wurden einige Gebiete nicht als eigentliche Kolonien klassifiziert. Indien wurde als eigenständige Zivilisation angesehen, die sich im Laufe der Geschichte mit dem europäischen Christentum auseinandergesetzt habe. Kap Verde galt hingegen als Ergebnis einer Mischung von portugiesischen Kolonialherren und afrikanischen Sklaven, die auf eine abgelegene Inselgruppe verschickt worden waren. Die kapverdische Kultur wurde nicht als kolonial, sondern als regional bezeichnet, und die dortige Elite genoss spezielle Rechte, wie zum Beispiel die Entsendung als koloniale Mittelsmänner auf den afrikanischen Kontinent. Angola und Mosambik galten wiederum als eindeutig afrikanische Kolonien und erhielten eine spezielle "Verfassung": In einem Wirtschaftssystem, das auf Zwangsarbeit aufgebaut war, wurde die Bevölkerung in drei Kategorien eingeteilt: portugiesische Bürger, Einheimische und „Assimilierte“. Dies waren Einheimische, die eine Probezeit zu durchlaufen hatten und Prüfungen bestehen mussten, um zu beweisen, dass sie Christen waren, monogam lebten, die Wehrpflicht erfüllten und Portugiesisch sprachen. Der Anteil der Assimilados betrug nie mehr als 1 % der kolonialen Bevölkerung.
Als herausragender Denker des Lusotropikalismus gilt der brasilianische Soziologe Gilberto Freyre. Kerngedanke des Lusotropikalismus war ein kontinental übergreifendes, tolerantes Nebeneinander der Rassen bzw. die Idee der rassischen Durchmischung, wofür Gilberto Freyre in seinen späteren Publikationen den Ausdruck „Rassische Demokratie“ (portugiesisch democracia racial) verwendet. Freyre hatte allerdings ursprünglich nur die Entstehung der brasilianischen Gesellschaft erklären wollen. In seinem Hauptwerk „Herrenhaus und Sklavenhütte“ (Casa Grande e Senzala) kommt der Begriff nicht vor. Er prägte ihn in den 1950er Jahren nach einer Einladung nach Portugal und in dessen verschiedenen Überseekolonien. Der Begriff gewann schließlich in den 1960er Jahren vor allem während Salazars Diktatur an Bedeutung. Hier wurde er zur Legitimation des portugiesischen Anspruchs auf die afrikanischen und indischen Kolonien verwendet, die sich jedoch ausnahmslos bis 1973 im Portugiesischen Kolonialkrieg von Portugal unabhängig erklärten.
Nach dem Zusammenbruch der portugiesischen Kolonialherrschaft wurde der postkoloniale Begriff der Lusophonie geschaffen, um die portugiesischsprachige Welt zu bezeichnen.

## Belege
- Helmut Brühl: Wenn Portugal singt - Rätselhaftes Volk Lusitaniens, Seiten 136–142 (O mundo português) und 142–144 (Vermählung mit den Tropen). Dietrich Reimer Berlin 1957
- Gomes, Bea: O mundo que o português criou – Von der Erfindung einer lusophonen Welt. Wiener Zeitschrift für kritische Afrikastudien 2/2001, Jg. 1.
- Enders, Armelle: Le Lusotropicalisme, théorie d'exportation